# Agelena dubiosa
Agelena dubiosa es una especie de araña del género Agelena, familia Agelenidae. Fue descrita científicamente por Strand en 1908.

## Distribución
Esta especie se encuentra en Etiopía y Ruanda.